# Эспорлату
Эспорлату (итал. Esporlatu) — коммуна в Италии, располагается в регионе Сардиния, в провинции Сассари.
Население составляет 475 человек (2008 г.), плотность населения составляет 26 чел./км². Занимает площадь 18 км². Почтовый индекс — 7010. Телефонный код — 079.
Покровителем коммуны почитается святой Гавиний Римский, празднование 25 октября.

## Демография
Динамика населения:

## Администрация коммуны
- Официальный сайт: